# Team racing

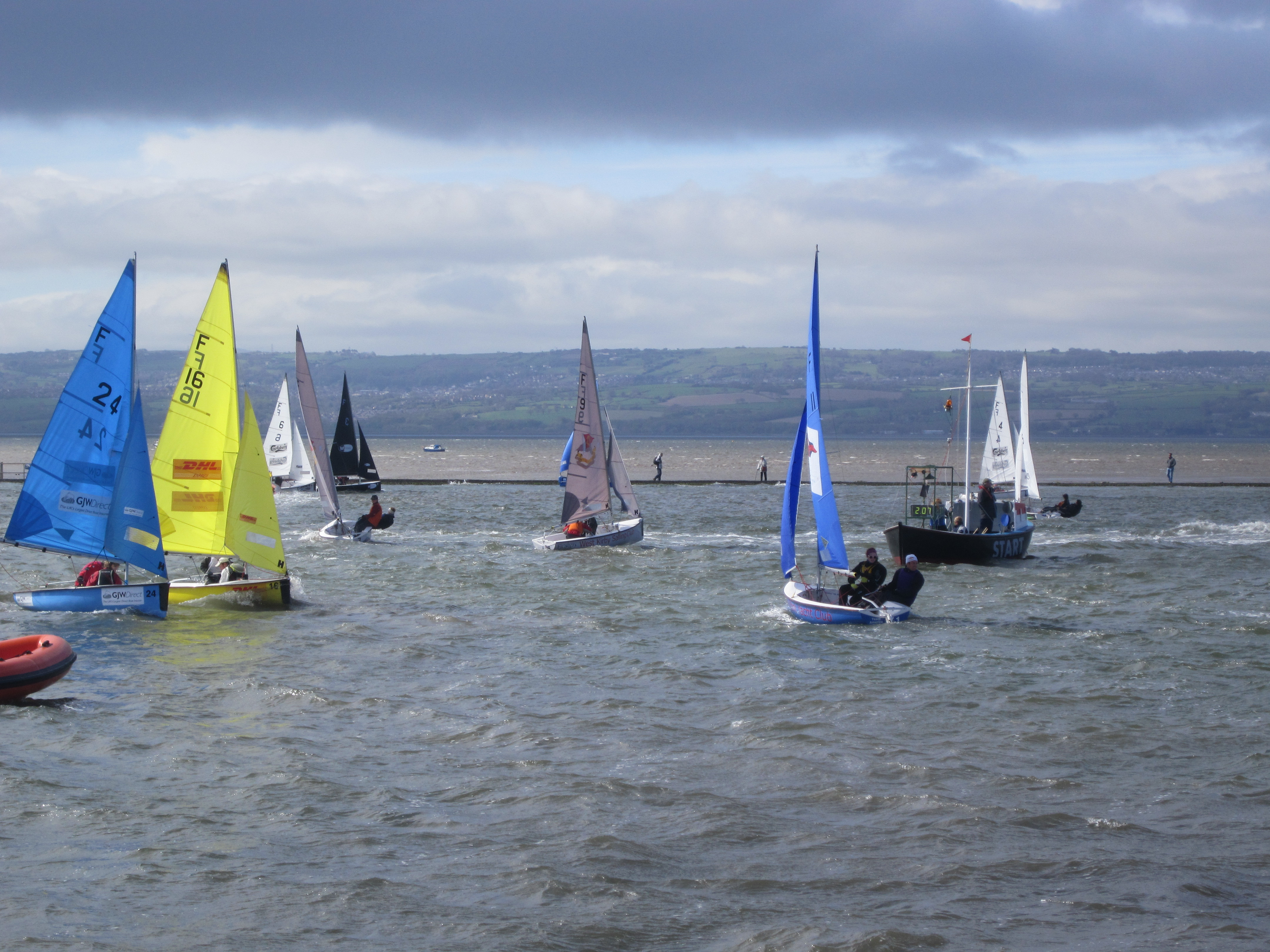
Le Wilson Trophy est une course en mode team racing.

Le team racing est une forme de compétition de voile en équipe (dériveurs, yacht). 
Deux équipes seulement participent à une course, chaque équipe naviguant à 2, 3 ou 4 bateaux de la même classe. L’équipe gagnante est choisie en combinant les résultats des bateaux de chaque équipe. Ceci diffère d'une course de flotte inter-club où des bateaux de 3 clubs ou plus sont en compétition mais de manière indépendante. Ensuite, les résultats des bateaux de chaque club sont combinés pour donner la position globale de leur club. 
Il s’agit d'une forme alternative au match racing et au fleet racing.

## Description
Les team racings utilisent le système de points bas. Le bateau qui termine 1ermarque 1 point, le 2e marque 2 points, etc. Les points marqués par les bateaux de chaque équipe sont additionnés. L’équipe qui obtient le moins de points gagne, avec des règles supplémentaires appliquées pour décider des égalités dans les formats 2 et 4 bateaux.       
Les parcours sont souvent courts et présentent des formes destinées à effectuer des manœuvres.       
L'arbitrage sur l'eau est devenu la norme depuis sa première introduction en 1987. Les bateaux ont la possibilité de faire un tour de pénalité après une infraction. Sinon, ils font deux tours de pénalité s'ils naviguent et sont pénalisés par un arbitre.

## Historique
Les courses inter-clubs et les team racings ont toujours existé. Le plus ancien événement de course par équipe «moderne» enregistré à ce jour, avec seulement deux équipes de deux, trois ou quatre bateaux s'affrontant sur plusieurs courses, est le match Oxford- CambridgeVarsity. Le match a été disputé pour la première fois en tant que course à deux en équipe en 1913 et de nouveau en 1914.